# Transjuranië
Transjuranië (Burgundia Transjurana) of Opper-Bourgondië is de naam van een deel van Bourgondië in de periode vanaf eind 9e eeuw. In 933 werd het verenigd met Neder-Bourgondië (of "Provence en Cisjuranië") in het Bourgondische koninkrijk van Arles.

## Gebied
Het is het deel van Opper-Bourgondië gelegen aan de overkant van de Jura (gezien vanuit Parijs), tussen de rivieren Rhône en Saône (grofweg de driehoek Bazel (CH) - Genêve - Aosta (Italië)).

## Geschiedenis

### Ontstaan van de naam

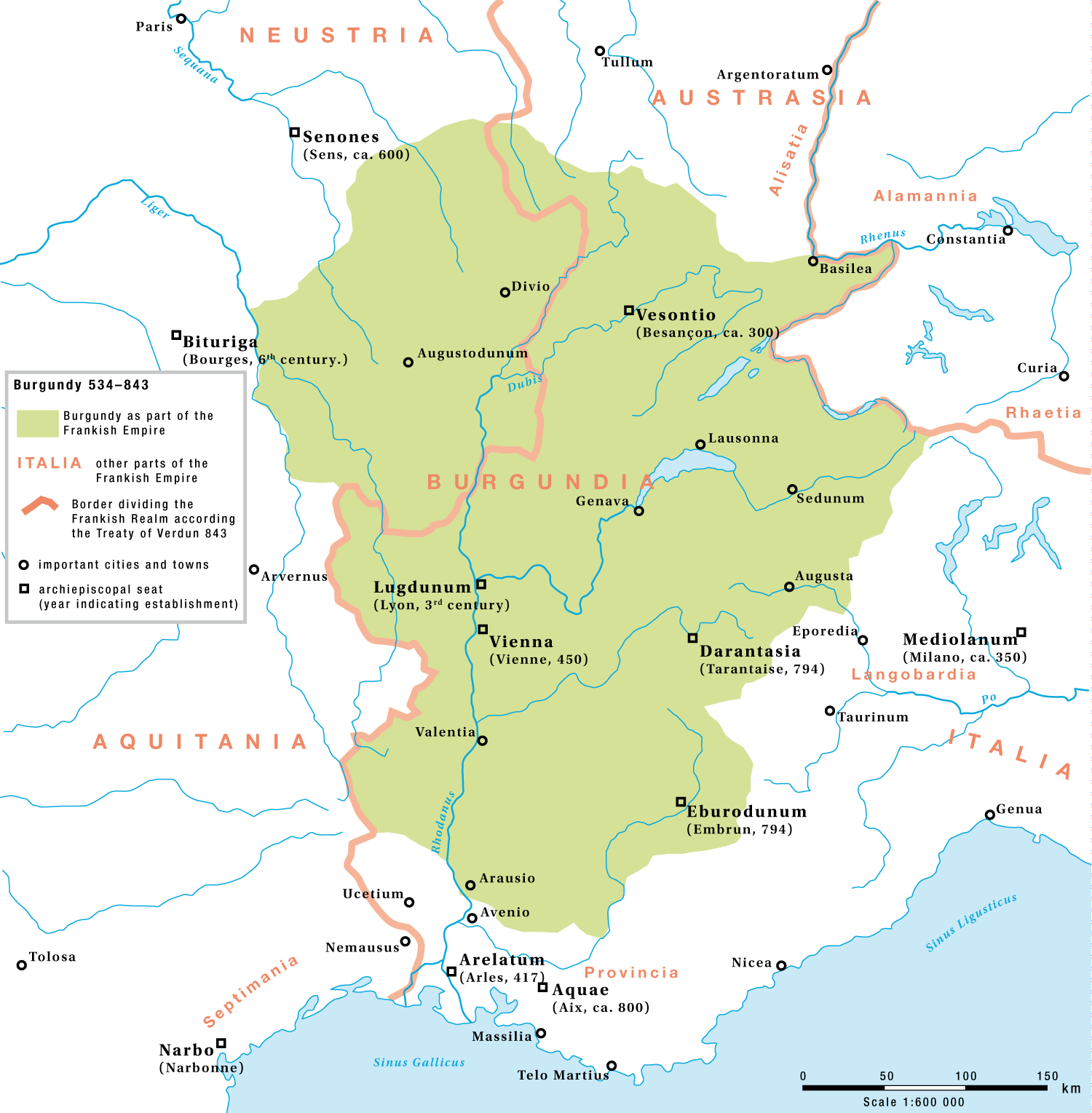
Het voormalige Bourgondische Koninkrijk binnen het Frankische Rijk bij de deling in 843

Transjuranië ontstond als markgraafschap in het Karolingische Rijk en verwees naar de Bourgondische gebieden aan de 'overzijde' van het Jura-gebergte.

### Eerste deling (843)
Het Verdrag van Verdun van 843 verdeelt het Frankische Rijk en ook het toenmalige Bourgondië in twee delen. De grens tussen West-Francië en Midden-Francië komt bij de Saône te liggen. Hierdoor wordt het Bourgondische gebied gesplitst in twee delen:
- een West-Frankisch deel in het noordwesten. Dit wordt het latere hertogdom Bourgondië, ongeveer waar tegenwoordig de regio Bourgogne zich bevindt.
- een keizerlijk Bourgondië in het centrum en het oosten, waar zich het latere Bourgondische Vrijgraafschap of Franche-Comté zal bevinden.

### Tweede deling (855)
In 855 wordt het Frankische Middenrijk en dus ook het keizerlijke Bourgondië nogmaals gesplitst. Bij het verdrag van Prüm, wordt het rijk van Lotharius I verdeeld onder zijn drie zonen.
Lotharius I zijn derde zoon, Karel van Provence, kreeg het middelste deel, het koninkrijk Provence (ook wel Provence en Cisjuraan Bourgondië of Neder-Bourgondië genoemd). De andere zoon, Lotharius II, kreeg het noordelijke deel van Bourgondië en Lotharingen (naar hem vernoemd) en Lodewijk II kreeg Italië.

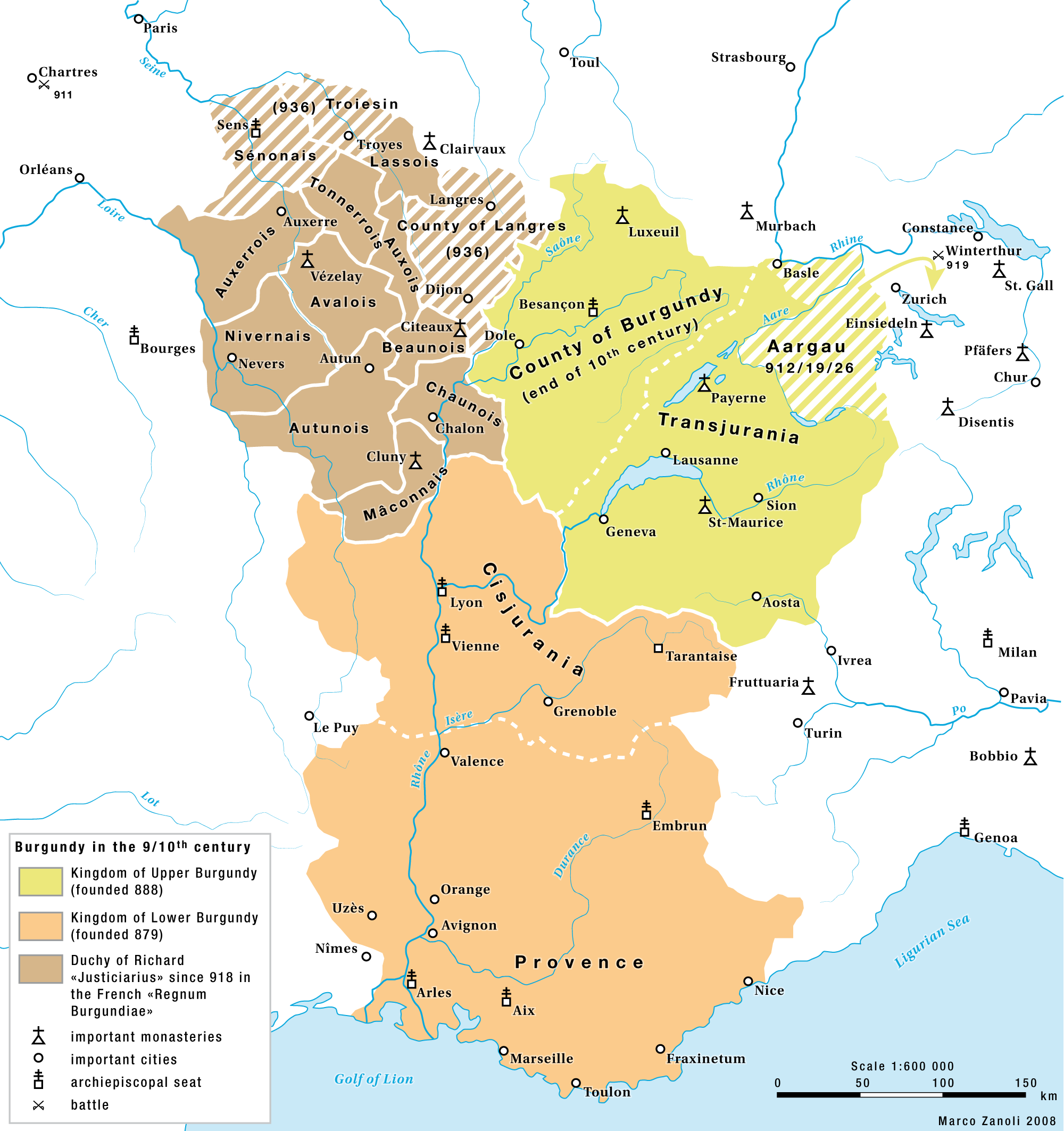
De drie Bourgondië's omstreeks 900

Hierdoor waren drie Bourgondië's ontstaan, waarvan twee koninkrijken en één hertogdom:
- een West-Frankisch deel in het noordwesten, vanaf 880 het hertogdom Bourgondië onder Richard de Rechtsbrenger
- Opper-Bourgondië, dat zich situeert in het huidige westen van Zwitserland en de Franche-Comté: eerst markgraafschap in de koninkrijken Midden-Francië (843-855) en Lotharingen (855-869), vanaf 888 een eigen koninkrijk onder Rudolf I.
- Neder-Bourgondië (in het zuiden, tot aan de oevers van de Middellandse Zee: de gebieden Provence en Cisjuranië), met de naam koninkrijk Provence of "Bourgogne-Provence" (onder lokale heerser Bosso van Provence)

Transjuranië werd bestuurd door hertog Hugbert (Bosoniden). Hugbert's zus Teutberga was de echtgenote van zijn leenheer, de koning van Lotharingen Lotharius II. Omdat Lotharius II wilde scheiden van zijn zus, kwam Hugbert in opstand tegen Lotharius II. In 858 probeerde die Hugbert te onderwerpen maar Lotharius II kon hem in het bergachtige terrein niet tot een beslissende veldslag dwingen. In 859 concludeerde Lotharius dat hij de opstand niet zelf kon onderdrukken en gaf het hertogdom Transjuranië aan zijn broer, Lodewijk de Duitser. Die gaf opdracht om Hugbert te onderwerpen. Hugbert kreeg daarop steun van de andere broer van Lotharius II, Karel de Kale. Hugbert werd in december 864 of in 866 gedood in een gevecht tegen hertog Koenraad II (in dienst van Lotharius II) bij de rivier de Orbe. Hugbert werd vervangen door graaf Koenraad II van Auxerre uit de familie der Welfen. Van 866 tot 876 was Koenraad II markgraaf (of hertog) van Transjuranië.

### Einde van het rijk van Lotharius II

Verdelingen van het rijk van Lotharius II in 870

In 868 zag het er al naar uit dat Lotharius II zonder wettige erfgenamen zou sterven; daarom sloten Karel de Kale en Lodewijk de Duitser (beiden oom van Lotharius II) een verdrag over de verdeling van het koninkrijk van Lotharius II, indien Lotharius II zonder kinderen zou komen te overlijden. Dit gebeurt inderdaad één jaar later in 869. Lodewijk de Duitser is op dit moment echter gebonden door oorlogen aan zijn oostelijke grenzen, waardoor de Karel de Kale de kans ziet om het gehele koninkrijk van Lotharius II te annexeren. Lodewijk dreigt echter met oorlog en de zaken worden vastgelegd in het Verdrag van Meerssen in 870. De oostelijke grens van West-Francië liep hierbij langs de Maas, Ourthe en Moezel in Lotharingen en in het zuiden langs de Saône en de Rhône. Karel de Kale krijgt echter ook enkele graafschappen op de oostelijke oever van deze rivieren, zoals het graafschap Besançon.
In 876 werd Koenraad II opgevolgd door zijn zoon Rudolf als markgraaf van Opper-Bourgondië.

### Koninkrijk Opper-Bourgondië (888-933)
Karel de Dikke wist tussen 884 en 887 het Karolingische Rijk nog eenmaal te verenigen (met uitzondering van het koninkrijk Provence), maar na zijn dood viel het rijk terug uiteen. De adel en clerus van Opper-Bourgondië verzamelden in de abdij van Sint-Mauritius en kozen de Transjuraanse markgraaf Rudolf I uit de familie der Welfen tot koning van Opper-Bourgondië. Het koninkrijk Opper-Bourgondië bestond op dat moment uit Transjuranië (het westen van het huidige Zwitserland) en uit het Vrijgraafschap Bourgondië (France-Comté).

Opper-Bourgondië en het Hertogdom Zwaben in de tiende eeuw

Na de dood van Rudolf I werd deze opgevolgd door zijn zoon Rudolf II. Rudolf II probeerde het koninkrijk uit te breiden. Eerst met een mislukte aanval op het Hertogdom Zwaben in het noordwesten (916-919). Enkele jaren later had hij meer succes met zijn inval in het koninkrijk Italië. Hij versloeg keizer Berengarius I in 923 en werd tot koning van Italië gekroond in 924. De Noord-Italiaanse adel kwam echter in opstand en vroeg Rudolf's stiefvader, Hugo van Arles (regent van Neder-Bourgondië) om hulp. Deze verwijderde Rudolf II uit Italië en werd tot koning van Lombardije gekroond in 926.

### Arelatisch koninkrijk (933)

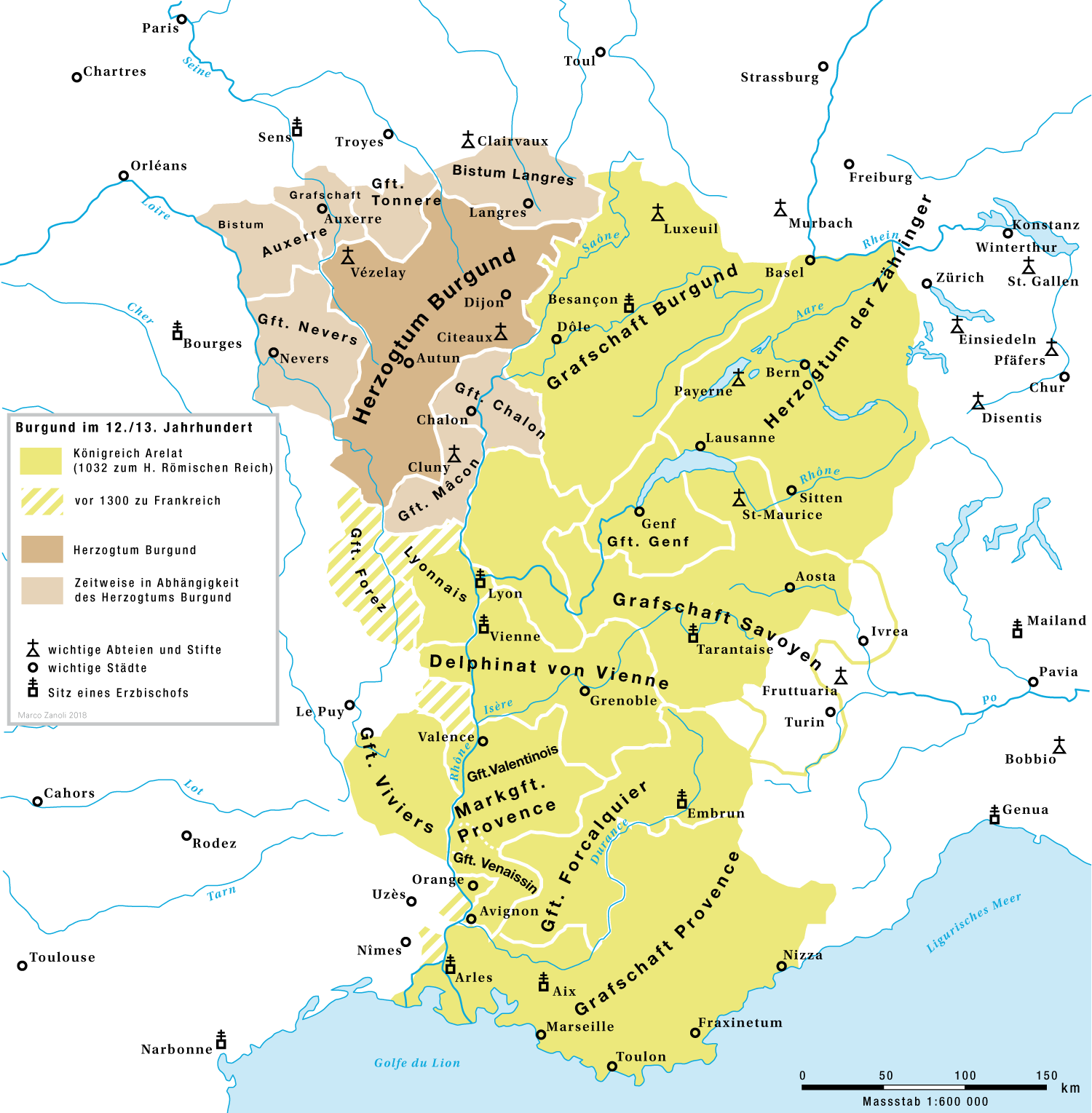
Het zwakke Arelatische koninkrijk

In 933 sloten Rudolf II en Hugo een belangrijke overeenkomst, waarbij Rudolf II afzag van enige aanspraken op Italië (in het voordeel van Hugo). In ruil zag Hugo af van zijn aanspraken op Neder-Bourgondië (koning Lodewijk de Blinde was in 927 overleden). Zo konden Opper- en Neder-Bourgondië weer verenigd worden onder Rudolf II. Dit nieuwe koninkrijk krijgt de naam koninkrijk Arelat, naar de hoofdstad Arles.
De Arelatische koning had weinig zeggenschap. De echte macht lag bij de lokale heersers van de graafschappen (Franche-Comté, Savoye, Provence, Forcalquier,...).
Een eeuw later na het ontstaan, in 1033, werd het Arelatisch koninkrijk bij het Heilige Roomse Rijk ingelijfd door Heilig Rooms keizer Koenraad II. Bourgondië werd naast Duitsland en Italië het derde koninkrijk binnen het Heilige Roomse Keizerrijk. Het Bourgondische of Arelatische koningschap werd een loutere titel. De macht lag immers bij de lokale heersers van het graafschap Provence (933-), het graafschap Bourgondië (982-), ...